# Bartolomeo Scala (certosino)
Bartolomeo Scala (Siena, 1571 – 1652) è stato un religioso e storico italiano certosino.

## Biografia
Originario di una nobile famiglia di Siena, secondo gli storici dell'ordine aveva 81 anni quando morì nel 1652; era dunque nato nel 1571. Allievo di Filippo Neri, entrò nella certosa di Firenze a 24 anni; fu priore nelle certose di Firenze (1612-1618; 1629-1633), Vedana (1620-1623), Padova (1623-1625), Maggiano (1625-1626?), Lucca (1626-1627), Pisa (1627-1629). 
Avvalendosi della documentazione conservata presso gli archivi delle certose dove visse, compose agiografie di alcuni certosini che costituiscono fonti fondamentali per la storia dell'ordine. Nel 1619, in particolare diede alle stampe una vita di Pietro Petroni - un monaco che ebbe un vasto seguito nella Siena trecentesca - mentre nel 1624 pubblicò una biografia di Stefano Maconi - segretario di Caterina da Siena, priore delle certose di Garegnano e di Pavia e generale dell'ordine. Sono noti anche scritti preparatori per una biografia di Niccolò Albergati e una relazione sulla fondazione della Certosa di Pavia, rimasta in forma di manoscritto nell’antico archivio del monastero toscano.